# Indigo Agriculture
Индиго Агрокултура (енгл. Indigo Agriculture) је бостонска фирма за агрокултуру са седиштем у Масачусетсу. Компанија ради са биљним микробима, са циљем побољшања поља памука, кукуруза, соје и риже. Компанија такође нуди складиштење усева и осталу логистичку помоћ фармерима.

## Историја и финансирање
Индиго је основан 2014. године од стране Нубар Афејана, Давида Берија, Геофреја вон Малтцаха и директора Давида Перија. Фебруара 2016. године, компанија је преименована у Индиго Агрокултуру. Компанија је прикупила више од 300 милиона долара уз помоћ инвеститора Флагсхип Пиониринга, Фонда Аљаске, Баилие Гифорда, инвестиционе корпорације из Дубаија и Активант Капитала. Индиго серија Д у 2016. години била је највеће финансирање приватног капитала у сектору пољопривредне технологије. У септембру 2017. године компанија је прикупила 156 милиона долара, што јој је дало укупну вриједност од 1,4 милијарде долара и учинило је "једнорогом", што је термин који се даје "старт-аповима" вредним више од милијарду долара.

## Производи и услуге
Индигови третмани семена садрже микробе који живе у биљном ткиву, за разлику од постојећих третмана семеном који садрже микробе који живе око корена. Први производ, Индиго Памук, је третман семена који садржи бактерије изоловане из биљака памука који је намењен побољшању приноса у условима суше, покренут је у јулу 2016. године. У пшеници, кукурузу, соји, пиринчу и јечму. Током 2016. године, компанија је објавила комерцијалне податке о својим различитим производима који се односе на памук, пшеницу и кукуруз. У Сједињеним Америчким Државама, Индиго склапа уговоре са узгајивачима како би купили њихове усеве по највишој цијени и препродали их купцима. У 2017. години, прве године када је овај модел имплементиран, Индиго је уговорио око пола милиона хектара памука, пшенице, кукуруза, соје и пиринча. 